# Marmorkuchen

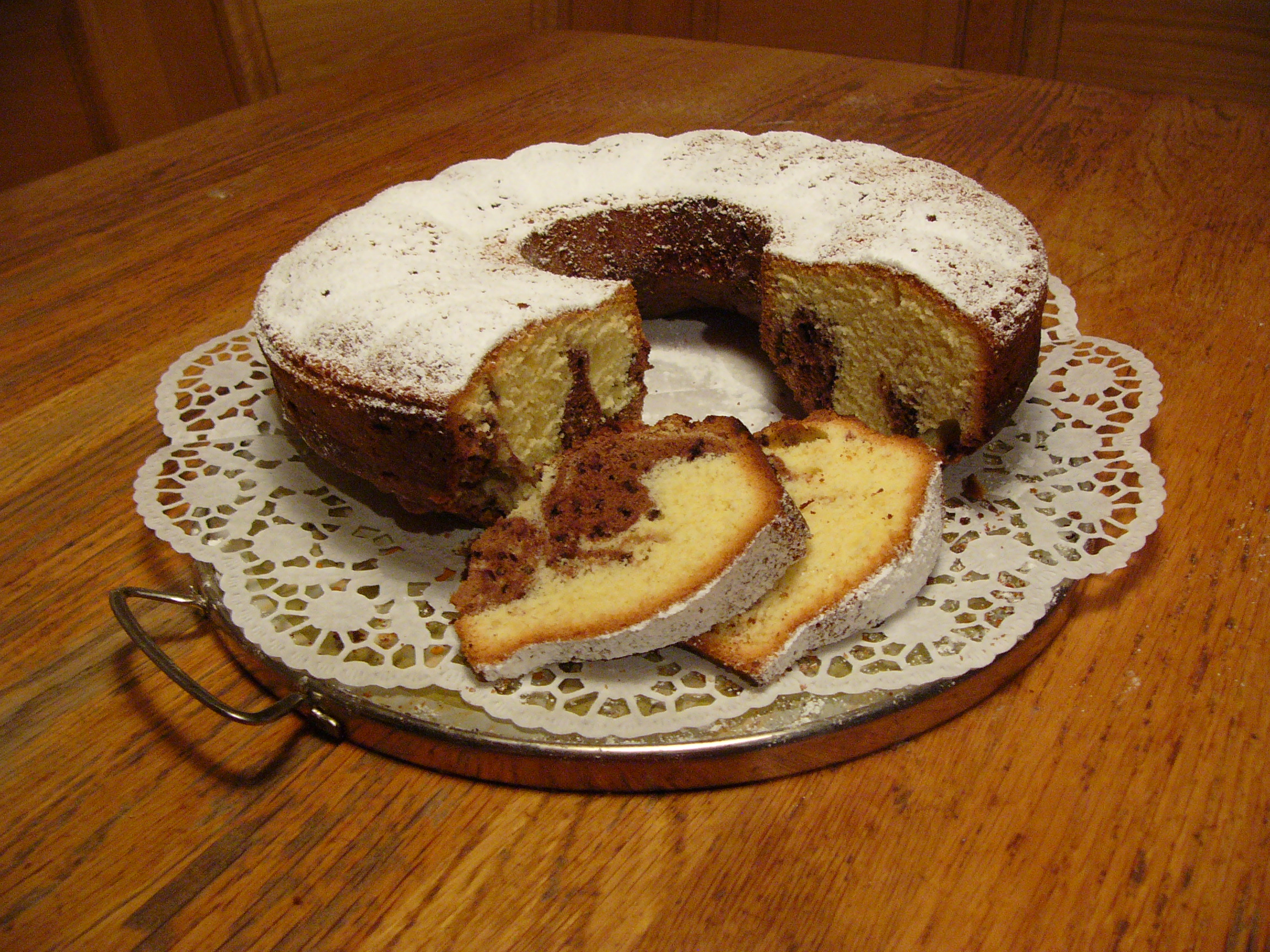
Marmorkuchen aus einer Kranzform

Marmorkuchen ist ein Rührkuchen aus Rühr- oder Sandmasse. Ein Teil – meist etwa ein Drittel – der Masse wird mit Kakao dunkel gefärbt und schichtweise nur leicht mit der übrigen hellen Masse vermischt, wodurch ein an Marmor erinnerndes Muster entsteht. Er wird meist in einer Napf-, Kranz- oder Kastenform gebacken.
Gemäß dem deutschen Lebensmittelbuch muss Marmorkuchen als Handelsware mindestens ein Drittel kakaohaltige Sand- oder Rührmasse mit mindestens drei Prozent Kakao enthalten.

## Geschichte
Kuchen aus mehrfarbiger Masse waren schon im 17. Jahrhundert bekannt, Johann Sigismund Elsholtz schrieb 1690 über sogenannte tortæ versicolores (latein.): „Bunte Torten, als wan ein Theil der Torte mit Kirschen angefüllet roht siehet, ein anders von eingeschlagenen Kreutern grün, das dritte von Milch-Rahm weiß, das vierte von Pflaumen schwärtzlich und so weiter“; ähnliche Beschreibungen erschienen um 1750 in Österreich als „mellierte und schattierte Mandeltorten“ mit fünf oder sechs Farben. 1794 wollte ein Wiener Kochbuch alte Koch- und Zuckerbäckerkunst ins Gedächtnis rufen, wie etwa die Torte Marmoree, welche wie eine Marmorsäule gestaltet werden konnte. Für diesen vierfarbigen Kuchen färbte man von vier Teilen der Masse jeweils einen Teil rot mit Tournesol, grün mit Spinat, braun mit Schokolade, und mischte die vier Massen dann so untereinander, dass es einem „coleurten Marmor“ glich. Noch um 1835 lautete eine Empfehlung für eine Torte Marmere, einen Teil der Biskuitmasse mit Spinat grün einzufärben, „damit es recht marmorirt aussieht“.
Frühe Rezepte für Marmorkuchen verwendeten Melasse, braunen Zucker und Gewürze, um die dunkle Masse zu erzeugen, einige enthielten Rosinen und Korinthen. Ein deutsches Kochbuch von 1782 enthält solch eine Vorgängervariante des Marmorkuchens, es heißt dort: „Will man eine marmorirte Torte haben, so nimmt man Biskuit-Tortenteig und Zimmt- oder Brodtortenteig und gießt ihn untereinander“. Backrezepte für marble cake (deutsch: Marmorkuchen) wurden in den USA ab 1860 gedruckt. In Chicago war um 1874 ein cochineal marble cake ein mit Karmin rot marmorierter Kuchen. Um 1880 wird dann Schokolade in die dunkle Masse zugegeben, aber nicht um Melasse und Gewürze zu ersetzen.

## Weltrekord-Kontroverse
Der größte Marmorkuchen der Welt wurde für die Show "Last Week Tonight" mit John Oliver für eine Episode über Turkmenistans autoritären Präsidenten Gurbanguly Berdimuhamedow, die am 11. August 2019 ausgestrahlt wurde, gebacken. Der Kuchen war 56 Quadratmeter (600 Quadratfuß) groß, mit einem essbaren Bild von Berdimuhamedow, der von einem Pferd fällt, mit einem Rahmen mit Marmorstruktur und rotem Besatz. Laut Moderator John Oliver weigerte sich Guinness World Records, welche in der Episode wegen Beziehungen zu autoritären Regimes kritisiert wurde, den Rekord zu beglaubigen, es sei denn, die Sendung unterzeichne einen Vertrag, der ihr eine Kritik an der Firma verbietet.
Die Website von Guinness World Records wies dies jedoch zurück mit der Behauptung, dass der vorherige Rekord, der 2017 in Saudi-Arabien aufgestellt wurde, immer noch der rechtmäßige Rekordhalter sei. Die Weigerung, den von Last Week Tonight aufgestellten Rekord anzuerkennen, beruhte auf der Firmenpolitik, sich nicht an Aktivitäten zu beteiligen, die die Leistungen ihrer Rekordhalter herabsetzen könnten.